# Дорнштадт
Дорнштадт (нем. Dornstadt, алем. нем. Dôrâschdadt) — коммуна в Германии, в земле Баден-Вюртемберг.
Подчиняется административному округу Тюбинген. Входит в состав района Альб-Дунай. Население составляет 8408 человек (на 31 декабря 2010 года). Занимает площадь 59,24 км².

## Фотографии
- Церковь